# Stalag V-B
Ne doit pas être confondu avec Stalag V-A.
Ce stalag, installé dans la région du Bade-Wurtemberg allemand, en Forêt-Noire et à 800 mètres d'altitude, se situe aux abords de Villingen, à 40 km de Fribourg-en-Brisgau et environ 50 km de kilomètres de la frontière suisse. Pour cette raison, il était réputé comme l'un des plus fertiles en évasions en raison de la proximité de la poche de Schaffhouse, réduisant considérablement la distance avec la liberté. Le chiffre V signifie que ce stalag dépendait de la région militaire nº V, au sud-ouest de l'Allemagne, siège Stuttgart. En 1941, il comprenait 15 000 prisonniers.
Ce stalag a accueilli des prisonniers de guerre belges, anglais, écossais, canadiens, serbes, polonais, ukrainiens, russes et effectivement des français dont principalement des corses. Jusqu'en 1942, ces prisonniers ont essentiellement été employés dans des kommandos d'agriculture (à l'automne 1941, les kommandos de travail dans les champs de pomme de terre, dormaient sur les exploitations) et l'hiver au déblaiement des routes. Les évasions furent fréquentes, les prisonniers repris étaient envoyés au camp de représailles de Rawa Ruska.
Les prisonniers corses furent réunis au stalag V-B à la demande du gouvernement italien qui voulait exercer sur eux une action de propagande, sans grand succès. Dans les mêmes conditions, l'Oflag V-C à Würzbach regroupait les officiers corses avec des passages d'un camp à l'autre, certains prisonniers de guerre corses se faisant passer pour officiers pour obtenir ainsi un meilleur traitement.